# John Biscoe
John Biscoe (28. června 1794 – 1843) byl britský námořní důstojník a objevitel, který vedl expedici k Antarktidě.
Po tomto muži je pojmenováno souostroví Biscoe Islands západně od Grahamovy země a hora Mount Biscoe na mysu Anna.
Po Johnu Biscoe byly pojmenovány také dvě britské polárnické výzkumné lodi - RRS John Biscoe (1944) a RRS John Biscoe (1956).

## Život
John Biscoe se narodil v Enfieldu, v hrabství Middlesex v Anglii. Jeho otec se jmenoval Thomas Biscoe a matka Anne (rozená Tibbs). V 17 letech, v březnu roku 1812 se připojil k Britskému královskému námořnictvu a zúčastnil se Britsko-americké války v letech 1812 - 1815. Jako kapitán ve výslužbě se poté se plavil na různých obchodních lodích, zejména do jihovýchodní Asie a Karibiku.
V letech 1830 - 1833 velel malé výpravě k Antarktidě. Stal se teprve třetím kapitánem, který se svou posádkou Antarktidu obeplul. Před ním to dokázal pouze James Cook a Fabian Gottlieb von Bellingshausen. Objevil Enderbyho zemi, Grahamovu zemi a také ostrov Adelaidy a ostrovy Biscoe. Byl prvním, kdo zaznamenal jiné části Antarktidy než Antarktický poloostrov.
Po návratu se věnoval obchodování v Karibiku. 8. září 1836 se v Londýně oženil, jeho ženou se stala Emma Crowe. Jejich čtyři děti se už narodily v Austrálii. Od roku 1837 žil Biscoe s rodinou v Sydney a v roce 1840 přesídlil do Hobartu. V letech 1838 – 1840 se plavil na brize Lady Emma na Nový jižní Wales, navštívil Chathamské ostrovy, Aucklandské ostrovy a Campbellovy ostrovy. V letech 1840 - 1842 velel různým osobním i nákladním lodím, plujícím mezi Hobartem, Sydney a Port Phillip. Jeho zdraví však bylo expedicí do nehostinného Jižního oceánu silně podlomeno.
V roce 1842 byla v Tasmánii vyhlášena veřejná sbírka, aby zchudlý nemocný kapitán mohl odjet zpět do Anglie. Biscoe však zemřel cestou, někdy během roku 1843. Bylo mu 49 let.

## Expedice Jižní oceán, 1830–1833
V roce 1830 vyslala velrybářská společnost Samuel Enderby & Sons Johna Biscoe na jih, aby zde našel nová loviště a prozkoumal známé i neznámé ostrovy. Z Londýna vypluly 10. července 1830 pod jeho velením dvě malé lodi - briga Tula (148 tun), doprovázená kutrem Lively (49 tun). Posádka čítala pouze 29 mužů a expedice celkově nebyla příliš dobře vybavena. Teprve 21. července dopluli na Kapverdy a 9. listopadu přistáli na Falklandských ostrovech. V prosinci 1830 dopluli k Jižním Shetlandám a 22. ledna 1831 překročili jižní polární kruh. Pak se obrátili k východu.
O měsíc později, 25. února 1831 námořníci krátce zahlédli holé štíty vysokých hor. Biscoe odtušil, že se jedná o horečně hledanou antarktickou pevninu a pojmenoval tuto její část Enderbyho země podle svých zaměstnavatelů. Teprve 28. února se jim naskytl lepší výhled na pobřeží. Výběžek pevniny pojmenoval Biscoe mys Anna a vrcholky hor nazval Mount Charles, Mount George a Mount Henry podle bratří Enderby. Počasí však neumožnilo námořníkům přistát.
Biscoe začal zakreslovat objevené pobřeží do mapy a pokoušel se udržet u pevniny, ale kvůli špatnému počasí i zdravotnímu stavu posádky museli po měsíci odplout k Austrálii. 9. května 1831 doplula loď Tula do Hobartu na Tasmánii, mezitím ale dva námořníci podlehli kurdějím. Lively se již 5. března ztratila v bouři a obě lodi se shledaly až v srpnu. Z posádky na Lively však přežili jen kapitán a dva další muži.
Až 10. října 1831 expedice zamířila zpět k Antarktidě. Tři měsíce hledali v okolí Nového Zélandu tuleňářská a velrybářská loviště, avšak bez úspěchu. Navštívili přitom Chathamské ostrovy a Bounty Islands. Poté zamířili přímo k jihu. 15. února 1832 objevili ostrov Adelaidy a 17. února souostroví, pojmenované později Biscoe Islands. O další čtyři dny později, 21. února zahlédli nový úsek pevniny, který Biscoe pojmenoval Grahamova země po tehdejším prvním lordu Admirality siru Jamesi Grahamovi. Ve skutečnosti přistáli na dnešním Antverpském ostrově, odděleném od vlastní pevniny zamrzlým úzkým průlivem. Někteří námořníci vstoupili na pevninu v domnění, že jsou prvními, jejichž nohy se dotýkají Antarktidy a netušili, že jsou pouze na ostrově. Označení Grahamova země však zůstalo a je v současnosti používáno pro označení přilehlého Antarktického poloostrova.
Poté Biscoe znovu začal zakreslovat obrysy pobřeží. Koncem května 1832 dokončil obeplutí Antarktidy a stal se po Jamesi Cookovi a Fabianu Gottliebovi von Bellingshausen třetím, který to dokázal. Do Londýna se expedice vrátila počátkem roku 1833. Na zpáteční cestě do Anglie loď Lively v červenci 1832 ztroskotala na Falklandských ostrovech, ale posádka byla zachráněna.
Ačkoliv byla expedice velmi úspěšná kvůli objevům antarktického pobřeží i přilehlých ostrovů, lovecky zcela selhala. Nová významná loviště nalezena nebyla a námořníci dovezli jen několik málo kožešin. Přesto firma Samuel Enderby & Sons svého kapitána ocenila a ocenění se mu dostalo i od britské Royal Geographical Society a francouzské Société de Géographie. Ještě v roce 1833 byl Biscoe společností Samuel Enderby & Sons znovu požádán o vedení další expedice, ale odmítl, pravděpodobně kvůli zdraví.